# Tabidia flexulalis
Tabidia flexulalis là một loài bướm đêm trong họ Crambidae.